# Philippe Jourdan
Philippe Jean-Charles Jourdan (Dax, 30 augustus 1960) is een Frans rooms-katholiek bisschop en lid van het Opus Dei.
Jourdan studeerde wiskunde en engineering aan de École nationale des ponts et chaussées in Parijs. In zijn studententijd werd hij lid van het Opus Dei. Op 20 augustus 1988 werd hij door de aartsbisschop van Boston, Bernard Francis Kardinaal Law tot priester gewijd. In 1996 werd hij vicaris-generaal van de Apostolische administratie Estland en parochievicaris van de administratuursresidentie Sint Petrus en Paulus in Tallinn.
Op 1 april 2005 benoemde paus Johannes Paulus II hem tot titulair bisschop van Pertusa en apostolische administrator van Estland. Zijn bisschopswijding ontving hij op 10 september 2005 van Peter Stephan Zurbriggen, de toenmalige nuntius voor Estland, Letland en Litouwen. Medeconsecratoren waren Javier Echevarría Rodríguez (prelaat van Opus Dei) en Tadeusz Kondrusiewicz (aartsbisschop van Moskou). Het was de tweede bisschopswijding in Estland sinds de Reformatie en de eerste sinds de Tweede Wereldoorlog.
Bisschop Jourdan spreekt vloeiend Frans, Ests, Russisch, Engels, Italiaans, Spaans en Duits.